# Sadāseopet
Sadāseopet är en ort i Indien.   Den ligger i distriktet Medak och delstaten Telangana, i den centrala delen av landet, 1 200 km söder om huvudstaden New Delhi. Sadāseopet ligger 550 meter över havet och antalet invånare är 37 245.
Terrängen runt Sadāseopet är platt. Runt Sadāseopet är det tätbefolkat, med 459 invånare per kvadratkilometer. Närmaste större samhälle är Sangāreddi, 14,2 km öster om Sadāseopet. Trakten runt Sadāseopet består till största delen av jordbruksmark.